# GGV Capital
GGV Capital är ett amerikanskt venturekapitalbolag som arbetar enbart mot de amerikanska och kinesiska marknaderna i branscherna företagstjänster, informationsteknik, konsumtionsvaror och teknologi. De förvaltar ett kapital på omkring $3,8 miljarder för år 2018.
Företaget grundades 2000 som Granite Global Ventures och huvudkontoret återfinns i Menlo Park i Kalifornien, med ytterligare kontor i Peking, San Francisco och Shanghai.